# الدجرة (البيضاء)

تعديل مصدري - تعديل

الدجرة هي إحدى قرى عزلة الشرف بمديرية البيضاء التابعة لمحافظة البيضاء، بلغ تعداد سكانها 664 نسمة حسب تعداد اليمن لعام 2004.